# José Luis Elejalde
José Luis Elejalde Gorostiza (1951. január 14. – 2018. február 18.) válogatott kubai labdarúgó, középpályás, edző.

## Pályafutása
A 10 de Octubre és a La Habana csapatában szerepelt. 1970 és 1976 között szerepelt a kubai válogatottban. Részt vett az 1971-es CONCACAF-bajnokságon Trinidad és Tobagóban és 1976-os montréali olimpián. 1970-ben és 1974-ben a közép-amerikai és karibi játékokon aranyérmes lett a válogatottal. Edzőként a dominikai köztársasági női válogatott és a kubai női válogatott szakmai munkáját irányította. Majd korábbi klubja, a La Habana női csapatának a vezetőedzője volt.

## Sikerei, díjai
Kuba
- Közép-amerikai és karibi játékok
  - győztes: 1970, 1974